# 木戸ダム
木戸ダム（きどダム）は、福島県双葉郡楢葉町、二級河川・木戸川水系木戸川に建設されたダム。高さ93.5メートルの重力式コンクリートダムで、洪水調節・不特定利水・上水道、工業用水道を目的とする、福島県営の多目的ダムであり、福島県富岡土木事務所木戸ダム管理所により管理されている。ダム湖名は木戸川湖と名付けられている。

## 沿革
当ダムが位置する木戸川は阿武隈高地を水源とし、途中の支流を集め下流の楢葉町で太平洋に注ぐ河川であるが、1971年（昭和46年）、1977年（同52年）、1986年（同61年）、1989年（平成元年）に洪水が発生し、特に1989年8月の集中豪雨では過去最大の被害が発生するなど水害が頻発する河川であった。
一方、1974年（昭和49年）、1987年（同62年）、1994年（平成6年）～1996年（同8年）には深刻な水不足に見舞われ、特に1996年8月1日～同20日までの降水量は福島県浜通りで2ミリと少なく、農作物等渇水対策本部が設置されるほどの渇水に見舞われた。
また、当ダムを擁する楢葉町を始めとした双葉郡は火力・原子力発電の電源地帯であることに加え、常磐自動車道の延伸開通による郡内5町（広野町、楢葉町、富岡町、大熊町、双葉町）が推進した工業団地の造成などの地域開発が進んでいたため、それまで利用してきた地下水の取水可能量が限度に達していた。
これらの理由から双葉郡5町による多目的ダムの建設の要望が強く挙がったため、木戸川総合開発事業の一環として福島県富岡土木事務所によって建設され2001年（平成13年）2月に起工式が行われた。2007年（平成19年）3月に試験湛水が始まり、11月に洪水時最高水位に到達。2008年（平成20年）3月に竣工式が執り行われた。
現在はダム地点での洪水時流量毎秒1,850立方メートルのうち毎秒800メートルを貯水する能力がある。また、ダム下流の取水堰より広野町、楢葉町、富岡町、大熊町、双葉町に対し1日あたり21,500立方メートルの上水道用水と、32,300立方メートルの工業用水の取水が可能になった。

## 周辺
- 流域の福島県道250号下川内竜田停車場線はダム周辺が不通区間となっている県道であったが、ダム工事用道路と接続する乙次郎林道を改修した上でルート付け替えを行い全線開通となった。
- ダムの下流は木戸川渓谷遊歩道として展望デッキなどが整備されている。

## 福島第一原子力発電所事故関連
木戸ダム一帯は、2011年の福島第一原子力発電所事故の発生に伴い、警戒区域および避難指示区域の指定を受けた。ダムの水質、底質における放射性物質の調査は、同年9月から文部科学省、復興庁、原子力被災者生活支援チーム、原子力災害現地対策本部、環境省等により濃度測定が行なわれた。
当ダム周辺の警戒区域は2012年8月10日に解除、避難指示区域は2015年9月5日に解除された。

## その他
- 当ダムではダム湖に流れ着いた流木を希望者に無償で提供している。
- 2006年、水谷建設の脱税事件をきっかけに当ダム工事における談合事件が発覚し、福島県知事汚職事件へと発展した。
- 2023年のダムコン更新の仕様書に特定企業しか受注できない内容があり入札が延期された。